# Son of Fury: The Story of Benjamin Blake
 Son of Fury: The Story of Benjamin Blake és una pel·lícula estatunidenca dirigida per John Cromwell, estrenada el 1942.

## Argument
Educat pel seu avi armer Amos Kidder, el jove Benjamin Blake, nascut de la unió de la seva filla Bessie i de Sir Godfrey Blake, atia l'odi del seu oncle Sir Arthur Blake que veu de mal ull l'existència d'aquest hereu, que el vol com a mosso d'estable, per tal de tenir-lo sota la seva copa. Sense resignar-se, el noi s'enfronta amb aquesta situació i, ja home, espera recuperar els seus drets. En mig de la batalla legal tindrà temps per enamorar-se de la seva cosina Isabel i dels encants d'una indígena a la que anomenarà Eva.

## Repartiment
- Tyrone Power: Benjamin Blake
- Gene Tierney: Eve
- George Sanders: Sir Arthur Blake
- Frances Farmer: Isabel Blake
- Elsa Lanchester: Bristol Isabel
- Kay Johnson: Helena Blake
- John Carradine: Caleb Green
- Harry Davenport: Amos Kidder
- Dudley Digges: Bartholomew Pratt
- Roddy McDowall: Benjamin Blake, de jove
- Halliwell Hobbes: Purdy
- Pedro de Cordoba: Feenou
- Heather Thatcher: Maggie Martin
- Arthur Hohl: Capità Greenough
- Dennis Hoey: Lord Tarrant
- Ray Mala: Marnoa